# Gebirgsstreifenhörnchen
Das Gebirgsstreifenhörnchen (Tamias alpinus, Syn.: Neotamias alpinus) ist eine Hörnchenart aus der Gattung der Streifenhörnchen (Tamias). Es kommt ausschließlich in den Höhenlagen der Sierra Nevada in Kalifornien in den Vereinigten Staaten vor.

## Merkmale
Das Gebirgsstreifenhörnchen erreicht eine durchschnittliche Kopf-Rumpf-Länge von etwa 10,5 Zentimetern, der Schwanz ist etwa 6,9 bis 7,5 Zentimeter lang und das Gewicht liegt bei etwa 35 Gramm. Das Fell der Tiere ist hell blass-orange bis sandfarben und auf dem Rücken befinden sich vier weiße Streifen, die durch blassbraune Streifen abgegrenzt sind. Im Vergleich zu den meisten anderen Streifenhörnchen ist das Gebirgsstreifenhörnchen sehr klein, unter den sympatrisch lebenden Arten entspricht ihm in der Größe nur das Kleine Streifenhörnchen (Tamias minimus). Von diesem unterscheidet sich das Gebirgsstreifenhörnchen durch den kürzeren Schwanz, die größeren Ohren und den etwa längeren Schädel.

## Verbreitung

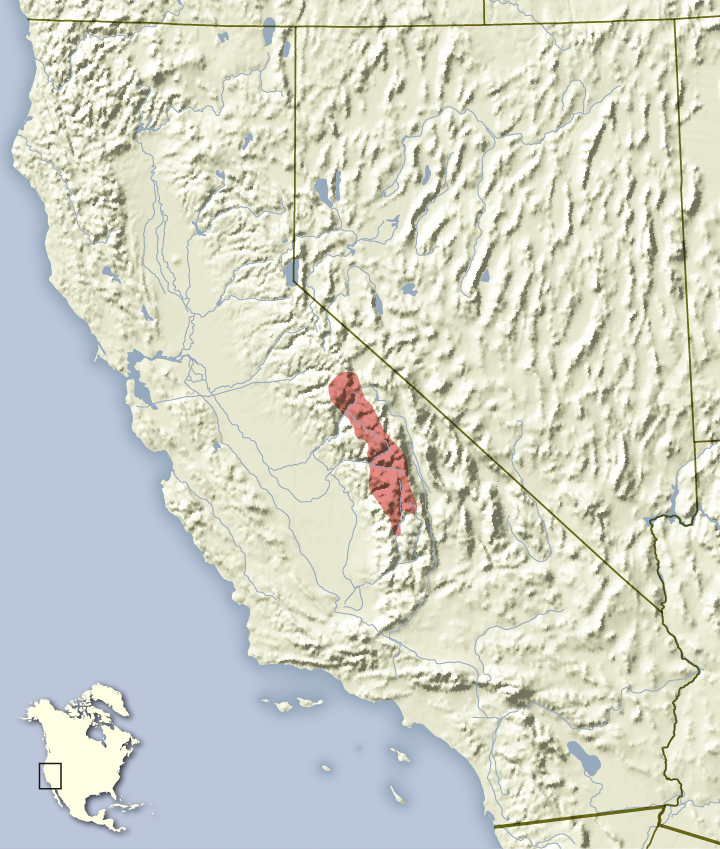
Verbreitungsgebiet des Gebirgsstreifenhörnchens

Das Gebirgsstreifenhörnchen kommt ausschließlich in den Höhenlagen der Sierra Nevada vom Tuolumne County bis zum Tulare County in Kalifornien in den Vereinigten Staaten vor. Die Höhenverbreitung reicht von 2300 bis 3900 Meter.

## Lebensweise

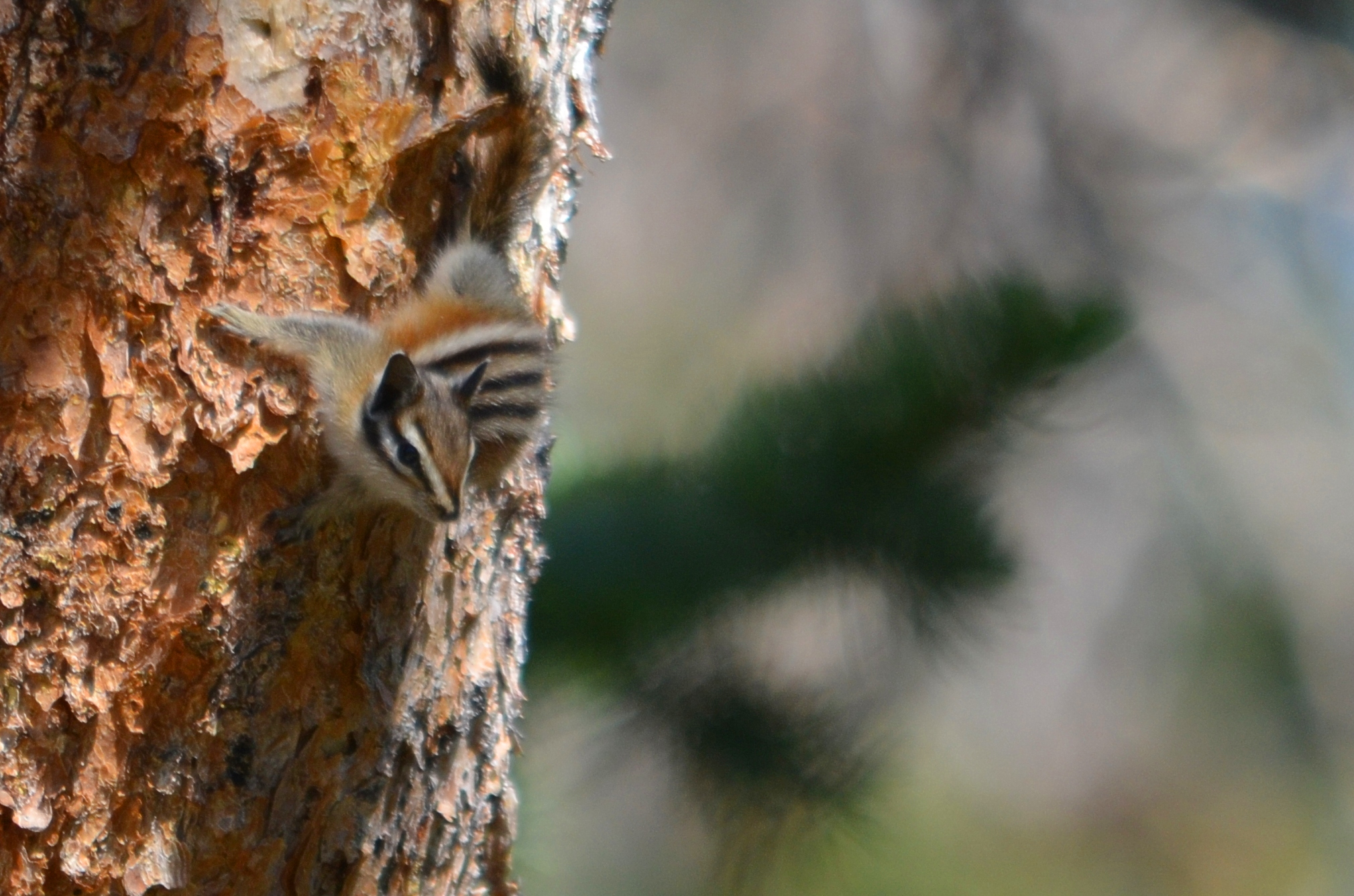
Gebirgsstreifenhörnchen an einem Baum

Das Gebirgsstreifenhörnchen lebt in den Höhenlagen bis 3900 Metern in der Sierra Nevada und kommt dort fleckenhaft vor allem in Bergwiesen, Talwiesen, Geröllflächen, offenen Beständen der Küsten-Kiefer (Pinus contorta) und kleineren Beständen der Weißstämmigen Kiefer (Pinus albicaulis) vor. Das Vorkommen scheint stark an diese Lebensräume gebunden zu sein und die Tiere verbringen viel Zeit in den offenen Geröllflächen und anderen felsigen Habitaten. Die Lebensräume sind sehr trocken und der direkten Sonnenstrahlung ausgesetzt, erreichen jedoch in der Regel nie Temperaturen von mehr als 20 °C.
Die Art ist tagaktiv und bodenlebend, kann jedoch auch in Bäumen und Felsen klettern. Sie ist überwiegend herbivor und ernährt sich vor allem von den Samen der Gräser, Kräuter und Seggen, seltener auch von Kiefernsamen. Die Tiere sammeln Samen in ihren Backentaschen und transportieren sie in geschützte Bereiche unter Büschen oder Felsen, um sie zu fressen. Bei Untersuchungen wurden vereinzelt bis zu 5000 Samen in den Backentaschen eines einzelnen Individuums gefunden. Sie legen zudem Lager unter Felsen und in Spalten an. Darüber hinaus geht man davon aus, dass sie auch Vogeleier und Nestlinge erbeuten und so unter anderem das Brutgebiet des aus Asien eingeführten Rosenbauch-Schneegimpels (Leucosticte arctoa) begrenzen. Das Verbreitungsgebiet des Gebirgsstreifenhörnchens überlappt mit dem von fünf weiteren Arten der Gattung, sympatrisch lebt er allerdings nur mit dem Lodgepole-Streifenhörnchen (Tamias speciosus). Durch diese etwas größere, aggressivere und in tieferen Lagen und dichterer Vegetation konkurrenzstärkere Art wird die Ausbreitung des Gebirgsstreifenhörnchens in die tieferen Lagen limitiert. Das Gebirgsstreifenhörnchen ist territorial und verteidigt sein Revier gegen Artgenossen durch ein aggressiveres Kommunikationsverhalten aus verschiedenen Tönen, die von hochtönigen Pfiffen bis zu tieferen „chucks“ und „chips“ reichen, und Schwanzhaltungen. Ab Oktober beginnen die Tiere ihren Winterschlaf und sie verlassen ihre Baue wieder im Juni, wenn in ihrem Lebensraum noch Schnee liegt.
Nester wurden für das Gebirgsstreifenhörnchen bislang nicht dokumentiert. Im Frühsommer werden die Jungtiere in Würfen von vier bis fünf Tieren geboren, diese verlassen die Baue zum Ende Juli und Anfang August und sind bis zum Oktober ausgewachsen. Fressfeinde sind nicht bekannt, im Lebenstraum kommt allerdings das Hermelin (Mustela erminea) als potenzieller Prädator vor. Als Parasiten sind zwei Arten der Tierläuse (Neohaematopinus pacificus, Haplopleura arboricola) sowie die Milbe Ornithonyssus sylvarium dokumentiert.

## Systematik
Das Gebirgsstreifenhörnchen wird als eigenständige Art innerhalb der Gattung der Streifenhörnchen (Tamias) eingeordnet, die aus 25 Arten besteht. Die wissenschaftliche Erstbeschreibung stammt von Clinton Hart Merriam aus dem Jahr 1893, der die Art anhand von Individuen aus der Region südlich des Mount Whitney im Tulare County, Kalifornien, aus einer Höhe von 3.050 Metern beschrieb. Innerhalb der Streifenhörnchen wird das Gebirgsstreifenhörnchen gemeinsam mit den meisten anderen Arten der Untergattung Neotamias zugeordnet, die auch als eigenständige Gattung diskutiert wird.
Innerhalb der Art werden neben der Nominatform keine Unterarten unterschieden.

## Status, Bedrohung und Schutz
Das Gebirgsstreifenhörnchen wird von der International Union for Conservation of Nature and Natural Resources (IUCN) als „nicht gefährdet“ (least concern) eingeordnet, obwohl das Verbreitungsgebiet weniger als 20.000 km2 umfasst. Begründet wird dies mit dem regelmäßigen Auftreten, potenzielle bestandsgefährdende Risiken sind nicht vorhanden.

## Belege
1. 1 2 3 4 5 6 7 8 9 10  Richard W. Thorington Jr., John L. Koprowski, Michael A. Steele: Squirrels of the World. Johns Hopkins University Press, Baltimore MD 2012; S. 315–316. ISBN 978-1-4214-0469-1
2. 1 2 3  Neotamias alpinus in der Roten Liste gefährdeter Arten der IUCN 2015.3. Eingestellt von: A.V. Linzey & NatureServe (G. Hammerson), 2008. Abgerufen am 26. November 2015.
3. 1 2  Tamias alpinus In: Don E. Wilson, DeeAnn M. Reeder (Hrsg.): Mammal Species of the World. A taxonomic and geographic Reference. 2 Bände. 3. Auflage. Johns Hopkins University Press, Baltimore MD 2005, ISBN 0-8018-8221-4.
4. ↑  Bruce D. Patterson, Ryan W. Norris: Towards a uniform nomenclature for ground squirrels: the status of the Holarctic chipmunks. Mammalia 80 (3), Mai 2016; S. 241–251 doi:10.1515/mammalia-2015-0004